# Université d'État du Tennessee
L'université d’État du Tennessee (anglais : Tennessee State University, TSU) est une université publique située à Nashville, dans le Tennessee.

## Présentation
Fondée le 19 juin 1912, l'université d’État du Tennessee est une université historiquement destinée aux étudiants noirs.
Les Tigers représentent l'université dans le domaine sportif et de nombreux anciens élèves ont connu une carrière professionnelle dans le football américain.

## Sport
L'université dispose de son propre stade, le Hale Stadium, où jouent les équipes de football américain et de soccer de l'équipe de l'université des Tigers de Tennessee State.

## Personnalités liées
- Jimmy Blanton (1918-1942), contrebassiste,
- Young Buck (1981- ) rappeur,
- Yvonne Y. Clark (1929-2019), ingénieure.
- James Clayborne (1963- ) personnalité politique,
- Hank Crawford (1934-2009), saxophoniste alto,
- Moses Gunn (1929-1993), acteur
- Helen Eugenia Hagan (1891-1964), pianiste, professeure de musique et compositrice afro-américaine. Elle est présidente du département de musique en 1918.
- Carla Thomas (1942- ) chanteuse,
- Leon Thomas (1937-1999), musicien de jazz,
- Rufus Thomas (1917-2001), chanteur de soul,
- Oprah Winfrey (1954- ), animatrice et productrice d'émissions télévisées